# Tixati
Tixati är en Linux- och Windowsbaserad Bittorrentklient skriven i C++ utformad för att inte kräva stora mängder systemresurser. Dess utvecklare, Kevin Hearn (även känd för programvaran WinMX), släpper såväl fristående som portabla versioner med varje ny uppdatering. Förutom vanliga Bittorrent-klientdelningsfunktioner erbjuder Tixati integrerade chattrum, vilka är krypterade.